# 菲利宾卡

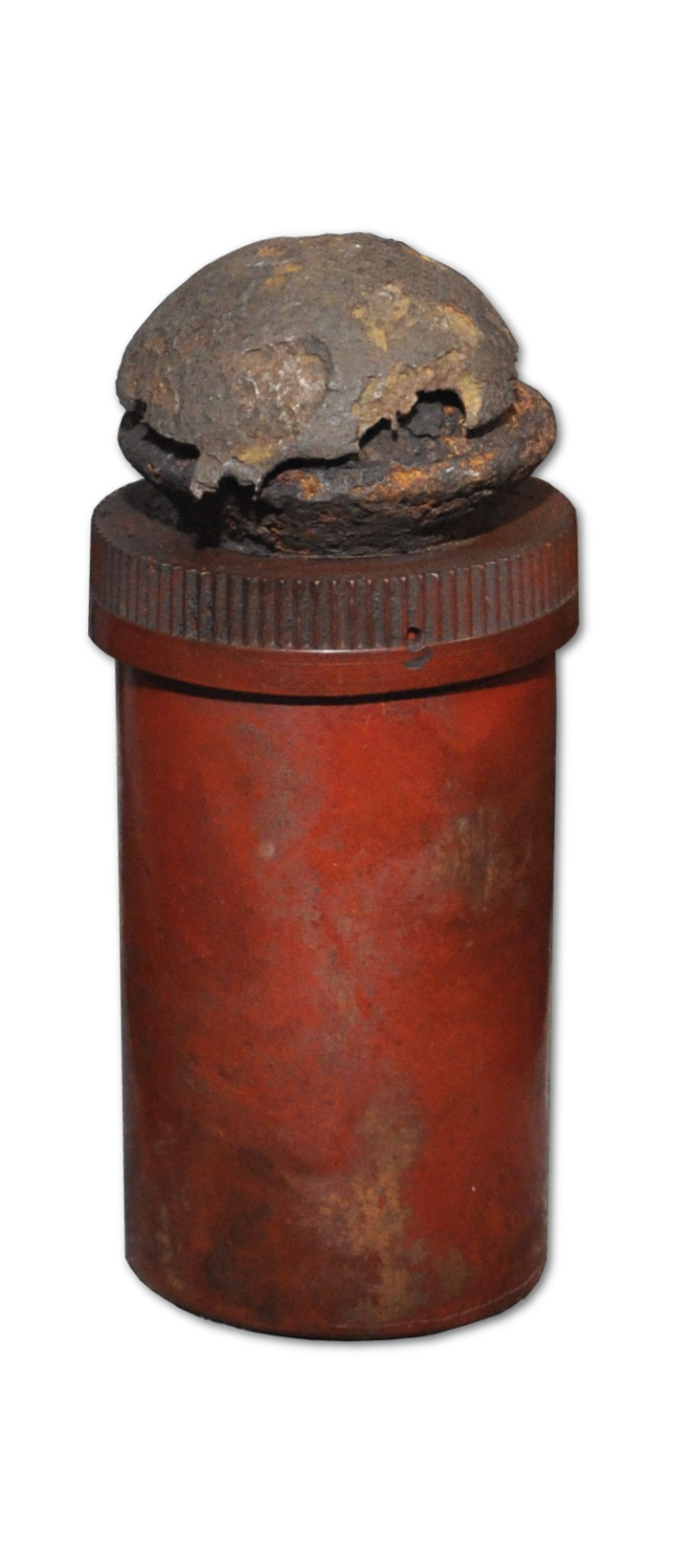
菲利宾卡

菲利宾卡是波兰家乡军曾在第二次世界大战期间于被占领地区制造的手榴弹。菲利宾卡是一种进攻型冲击手榴弹，外形为圆柱形。手榴弹装有触发引信，在撞击目标后起爆。弹体上部有一个作引信用的螺钉。第一批手榴弹（大约4000枚）的弹壳由胶木制成，爆炸碎裂后无法像金属弹壳手榴弹那样生成破片。后来生产的手榴弹的弹壳换成了金属材质。装药大多是土制炸药，要么是谢德炸药，要么是阿芒拿尔炸药。波方有时也会使用德军的航空炸弹和炮弹里的炸药以及英方空运进来的塑胶炸药。